# Oedibasis chaerophylloides
Oedibasis chaerophylloides är en flockblommig växtart som först beskrevs av Eduard August von Regel och Johannes Theodor Schmalhausen, och fick sitt nu gällande namn av Jevgenij Korovin. Oedibasis chaerophylloides ingår i släktet Oedibasis och familjen flockblommiga växter. Inga underarter finns listade i Catalogue of Life.